# Jason Lokilo
Jason Eyenga-Lokilo (Bruxelles, 17 settembre 1998) è un calciatore belga, centrocampista del CSKA Sofia.

## Carriera
Cresciuto nel settore giovanile del Crystal Palace, ha esordito in prima squadra il 22 settembre 2017, disputando l'incontro di EFL Cup vinto per 2-1 contro l'Ipswich Town. Il 29 agosto 2018 passa in prestito al Lorient, formazione della seconda divisione francese. Rientrato dal prestito, rimane ai margini della rosa, così il 31 gennaio 2020, viene prestato al Doncaster, in terza divisione, fino al termine della stagione. Il 2 agosto successivo viene acquistato a titolo definitivo. Dopo aver totalizzato 40 presenze e una rete con il Doncaster, nell'estate del 2021 rimane svincolato. Il 9 settembre dello stesso anno, si trasferisce ai polacchi del Górnik Łęczna. Il 24 giugno 2022 firma un contratto biennale con lo Sparta Rotterdam, con decorrenza dal 1º luglio seguente.

## Statistiche

### Presenze e reti nei club
Statistiche aggiornate al 2 luglio 2022.
| Stagione         | Squadra          | Campionato       | Campionato | Campionato | Coppe nazionali | Coppe nazionali | Coppe nazionali | Coppe continentali | Coppe continentali | Coppe continentali | Altre coppe | Altre coppe | Altre coppe | Totale | Totale |
| Stagione         | Squadra          | Comp             | Pres       | Reti       | Comp            | Pres            | Reti            | Comp               | Pres               | Reti               | Comp        | Pres        | Reti        | Pres   | Reti   |
| ---------------- | ---------------- | ---------------- | ---------- | ---------- | --------------- | --------------- | --------------- | ------------------ | ------------------ | ------------------ | ----------- | ----------- | ----------- | ------ | ------ |
| 2017-2018        | Crystal Palace   | PL               | 0          | 0          | FACup+CdL       | 0+1             | 0               |                    | -                  | -                  |             | -           | -           | 1      | 0      |
| 2018-2019        | Lorient          | L2               | 4          | 0          | CF+CdL          | 1+1             | 0               |                    | -                  | -                  |             | -           | -           | 6      | 0      |
| gen.-mag. 2020   | Doncaster        | FL1              | 1          | 0          | FACup+CdL       | -               | -               |                    | -                  | -                  | FLT         | -           | -           | 1      | 0      |
| 2020-2021        | Doncaster        | FL1              | 32         | 1          | FACup+CdL       | 4+1             | 0               |                    | -                  | -                  | FLT         | 2           | 0           | 39     | 1      |
| Totale Doncaster | Totale Doncaster | Totale Doncaster | 33         | 1          |                 | 5               | 0               |                    | -                  | -                  |             | 2           | 0           | 40     | 1      |
| 2021-2022        | Górnik Łęczna    | EK               | 25         | 2          | CP              | 4               | 1               |                    | -                  | -                  |             | -           | -           | 29     | 3      |
| Totale carriera  | Totale carriera  | Totale carriera  | 62         | 3          |                 | 12              | 1               |                    | -                  | -                  |             | 2           | 0           | 76     | 4      |